# ベルモント大学

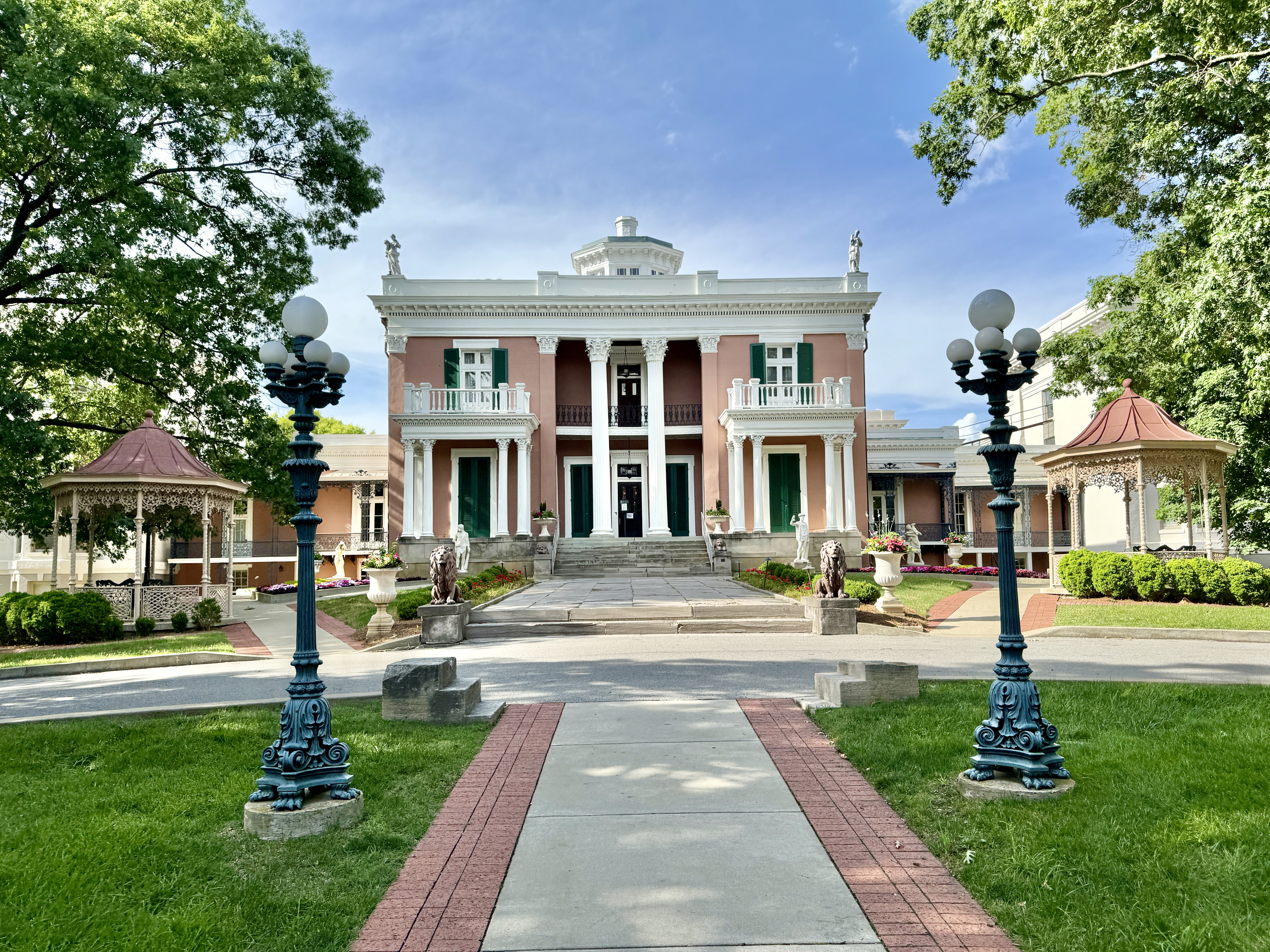
ベルモント・マンション

ベルモント大学（英語: Belmont University）はアメリカ合衆国テネシー州ナッシュビルの男女共学のリベラル・アーツ私立大学。テネシー州で最大のキリスト教大学で、近隣のヴァンダービルト大学に続き州内で2番目に大きな私立大学である。
2020年12月1日、令和2年度外務大臣表彰を受賞。

## 歴史

### ベルモント・マンション
ナッシュビルの裕福な、社交界で著名な女性実業家で奴隷所有者であったアデリシア・アックレンが所有していたベルモント・マンション。1849年に建設開始したこの建造物は19,000 sq ft (1,800 m2)、36部屋で南部で最も精巧な南北戦争期建築の邸宅の1つとなった。美術館、サンルーム、ボウリングレーン、豪華な庭園、大きな鳥小屋、池、後に一般公開されるようになった動物園などを備えていた。1887年、アックレンは分譲地開発グループに売却したが、1889年、この邸宅と13-エーカー (5.3 ha)の土地はミス・ヘリオンとミス・フッドにより女学校として使用されることとなった。1913年、ウォード神学校と合併し、女性のための短期大学、大学入学準備または高等学校を含むウォード＝ベルモント大学となった。現在この邸宅はベルモント大学の所有となっているが、非営利団体のベルモント・マンション協会が実質的に管理している。ヴィクトリア朝美術品や家具などを見ることができるツアーとして一般に公開されている。アックレンが所有していた当時の東屋や彫刻のある庭園も大学キャンパス内にある。

### ナッシュビル最古のラジオ局
1922年5月、ベルモントで20ワットの送信機を使用して16歳の高校生のジョン・デウィット(愛称ジャック)がナッシュビルで最初のラジオ放送を行なった。局長となったドクターC・E・クロスランドはベルモントはラジオ局のある大学として広告価値があると確信し、ラジオ局WDAAを開局。1922年4月18日、ナッシュビル初の音楽番組が放送された。大学から150から200マイル (320 km)の範囲で聞くことができた。デウィットはWSMで1932年から1942年、チーフ・エンジニアとなり、1947年から1968年には局長となった。

## カリキュラム

### カリキュラム
ベルモント大学には75以上の学士課程、20の修士課程、4つの博士課程のある6大学、1学校がある。ベルモント大学とHospital Corporation of America は地元の大学と共に看護士不足解消および地域のヘルス・ヘアの充実のために健康科学共同事業を行なっており、学生達にオフィス・スペースを開放し、教授および地元の企業家や弁護士から指導を受けられる。ジャーナリズムを学ぶ学生は『オプラ・ウィンフリー・ショー』、『ザ・デイリー・ショー』、『CBSイブニングニュース』、英国放送協会の番組など経験する場が増えている。

### 音楽および音楽業界関連カリキュラム
世界で唯一Association to Advance Collegiate Schools of Business(AACSB)の音楽業界プログラムを国際的に認められている。
ベルモント大学内のマイク・カーブ・エンターテイメント音楽業界学部(CEMB)では現役および元作家、パフォーマー、鑑定人(音楽業界での訴訟のため)、アーティストのマネージャー、弁護士、レコードレーベル幹部、ソングライターなどが顔をそろえる。マイク・カーブはカーブ・レコードの最高経営責任者で、かつてプロデューサー、ソングライター、会社役員で、また1960年代から70年代に最も成功したレコード会社社員の1人であり、学部の名前に使用されている。CEMBの元学部長のジム・ヴァン・フックはナッシュビルのレコードレーベル、特にキリスト教音楽業界で著名な人物であり、現在ワード・エンターテイメントの最高経営責任者である。質の高いプログラムの1つに、毎年ナッシュビル、ニューヨーク、ロサンゼルスのレコードレーベル、マネージメント会社、出版会社、芸能エージェント、広報、録音スタジオ、法律事務所などに何百人もの学生を送り込むインターンシップがある。近年出版会社のブルーイン・パブリシングと提携し、ソングライター、エンジニア、ミュージシャンの学生を送り込み、学生に音楽業界を実体験させ機会を与えている。ブルーイン・パブリシングは学生のケヴィン・グロシュにより創立された。
キャンパスには3つのプロ仕様の録音スタジオがあり、ベルモント・スタジオ(オーシャン・ウェイ・ナッシュビル)は学生も使用できるが、一部は商業的にも使用されておりデイヴ・マシューズ、シェリル・クロウ、ボブ・シーガーなどの録音に使用された。また、エルヴィス・プレスリー、ロイ・オービソン、ドリー・パートンなどが使用した歴史的RCAスタジオBをカントリー・ミュージック殿堂博物館とカーブ・ファミリー基金と共同で管理している。ロサンゼルス校のベルモント・ウエスト、ニューヨーク校のベルモント・イーストでも音楽業界について学ぶことができる。

### 学部および学校
- 芸術科学部 College of Arts and Sciences
- 映像舞台芸術学部 College of Visual and Performing Arts
- 経営管理学部 College of Business Administration
- 健康科学看護学部 Gordon E. Inman College of Health Sciences & Nursing
- エンターテイメント音楽業界学部 The Mike Curb College of Entertainment and Music Business (CEMB)
- 総合大学 University College
- 大学院 Graduate School
- 経営管理大学院 Massey Graduate School of Business Administration
- 宗教学校 School of Religion
- 薬学部College of Pharmacy
- 法学部College of Law

## キャンパス
2006年6月、1,800万ドルをかけて現在健康科学看護学部を有するゴードン・E・アイマン・センターがオープンした。当初ナッシュビルの実業家ゴードン・E・アイマンとHCA・トライスター・ヘルス・システムが出資した、看護学生のためのマネキンのある学習実験室を備えた3階建ての最先端の校舎である。さらに成人および小児の作業療法、産科、新生児医療のための乳児、妊婦のマネキンのある教室、整形外科ラボなど様々なサイズの教室がある。
バスケットボール、コンサートや2006年から2008年のCMTアワードや2008年の大統領候補討論会など様々なイベントに使用される5,000席の多目的アリーナ、カーブ・イベント・センターがある。5,200万ドルの費用をかけたこのホールはビーマン学生生活センター、マドックス・グランド・アトリウムに接続している。

### 近郊のキャンパス
- テネシー州フランクリン・クール・スプリングス

### アメリカ国内のキャンパス
- カリフォルニア州ロサンゼルス(ベルモント・ウエスト)
- ニューヨーク州ニューヨーク(ベルモント・イースト)

## 著名な出身者
- ジェイ・エアーズ - プロ・サッカー選手
- ブライアン・ベイカー - プロ・テニス選手
- イアン・クラーク - プロ・バスケットボール選手
- ディディ・ベナミ - 『アメリカン・アイドル』ファイナリスト
- ダイアン・ブラック - アメリカ合衆国下院議員
- ジミー・ボウエン - レコード・プロデューサー、元ポップ・ミュージシャン
- リッキー・ブラディ - 『アメリカン・アイドル』ファイナリスト
- セレステ・バッキンガム - スロバキアのシンガーソングライター、ポップ・ミュージシャン
- サラ・バクストン - カントリー・ミュージック・アーティスト
- チャック・キャノン - ソングライター
- トラヴィス・コットレル - クリスチャン・アーティスト
- スティーヴン・カーティス・チャップマン - グラミー賞受賞クリスチャン・アーティスト
- カウボーイ・クラッシュ - カントリー・ミュージック・バンド(5名全員が卒業生)
- デンヴァー・アンド・ザ・マイル・ハイ・オーケストラ - 『ザ・ネクスト・グレート・アメリカン・バンド』ファイナリストのビッグ・バンド
- マイクスチェア - クリスチャン・バンド
- メリンダ・ドゥーリトル - 『アメリカン・アイドル』ファイナリスト
- ジェイス・エヴェレット - アーティスト
- ジーン・フェアクロス - ダグラス・マッカーサーの妻、慈善家
- エリザベス・P・ファーリントン - 『ホノルル・スター・ブレティン』発行者、アメリカ合衆国議会代表者
- フロリダ・ジョージア・ライン - カントリー・ミュージック・デュオ(2人共在籍していた)
- スティーブン・グース - レコード・プロデューサー
- シャノン・ギルクリスト - ブルーグラス・ミュージシャン、歌手
- アシュレイ・ゴーリー - ソングライター、プロデューサー
- ステュ・グリムソン - 元NHLエンフォーサー
- アンドリュー・グリア - シンガーソングライター
- ヘレン・ヘンフィル - 作家
- シーン・ヘザリントン - リアリティ番組プロデューサー、評論家
- H・L・ヒックス - 詩人、教授
- ジェフ・アーウィン - ミュージシャン
- タマラ・ジョンソン=ジョージ - R&BグループSWVメンバー、作家、『Survivor: Tocantins 』出演者
- ドリュー・ジョンソン - 政治評論家
- ジェシー・リー - カントリー歌手
- キンバリー・ロック - 『アメリカン・アイドル』ファイナリスト、シンガーソングライター、プラスサイズモデル
- ケリー・ラヴレス - ソングライター
- クレア・ブース・ルース - 編集者、劇作家
- ゴードン・ケネディ - エリック・クラプトンの『チェンジ・ザ・ワールド』を共作しグラミー賞を1996年に最優秀楽曲賞、2006年に最優秀ポップ・インストゥルメンタル賞を受賞
- リーヴァイ・クレイス - トニー賞受賞音楽アーティスト
- メアリー・ヴァージニア・マーティン - 女優、歌手、プロードウェイ出演者
- ジョシュ・マクアダムス - 陸上競技選手
- ウィリー・マック - シンガーソングライター
- サンドラ・マクラケン - 1999年卒、シンガーソングライター
- グレース・ムーア - ソプラノ・オペラ歌手、ミュージカルおよび映画女優
- クリス・ノートン - ザッパ・プレイズ・ザッパのキーボード奏者
- ギニー・オウエンス - クリスチャン・ミュージック・アーティスト
- ジョン・マーク・ペインター - ミュージシャン、ソングライター、ロック・デュオのフレミング・アンド・ジョンのメンバー
- ブラッド・ペイズリー - カントリー歌手
- リカード・パットン - 北イリノイ大学のバスケットボールの監督
- ミニー・パール(本名サラ・キャノン) - 『グランド・オール・オープリー』、『Hee Haw 』出演。ウォード=ベルモント大学を卒業し教授となった。
- タッカー・ペリー - 2010年ミス・テネシー・USA、同年ミスUSAトップ10ファイナリスト
- ジル・フィリップス - クリスチャン・ミュージック・アーティスト
- DJクオールズ - 俳優
- ジュリー・ロバーツ - カントリー・ミュージック・アーティスト
- J・P・ロドリゲス - プロ・サッカー選手
- フランク・ロジャース - レコード・プロデューサー
- ハロルド・フューチャー・サイモンズ - ラッパー、シンガー、ソングライター、プロデューサー
- デュアン・シモーク - 作家
- キャナン・スミス - カントリー・ミュージック・シンガーソングライター
- レイチェル・スミス - 2002年ミス・テネシー・ティーンUSA、2007年ミス・テネシーUSA、同年ミスUSA優勝
- トッド・スミス - クリスチャン・アーティスト、セラのリード・ヴォーカル
- ラリー・スチュワート - カントリー・ミュージック・アーティスト、レストレス・ハートのリード・ヴォーカル
- パム・ティリス - カントリー・ミュージック・アーティスト
- ジョシュ・ターナー - カントリー・ミュージック・アーティスト
- トロイ・ヴァーゲス - ソングライター
- トニー・ヴィンセント - 俳優
- ライラ・アッチソン・ウォレス - 『リーダーズ・ダイジェスト』の共同創刊者
- リサ・ウィリアムズ - 詩人
- リー・アン・ウォマック - カントリー・ミュージック・アーティスト
- トリーシャ・イヤーウッド - カントリー・ミュージック・アーティスト
- アシュリン・ハフ - シンガー・ソングライター
- マスード・アシュラフ・ラヤ - 北テキサス大学の助教
- ジュリアン・アーウィン - 『アメリカズ・ゴット・タレント』ファイナリスト

ベルモント大学の著名な関係者にはCEMBおよびカーブ・イベントセンターの出資者で名前を冠した、カーブ・レコードの創立者で社長のマイク・カーブ、経営学部校舎の出資者で名前を冠した、ケンタッキー・フライド・チキン元社長、ホスピタル・コーポレーション・オブ・アメリカの創立者ジャック・C・マッセイ、毎年奨学金のためのチャリティ・イベントに出演するヴィンス・ギルなどがいる。
1963年の有名なインストゥルメンタル曲『Our Winter Love 』の作曲家、ビル・パーセルは1980年から音楽学部の教授陣に名を連ねている。
元アメリカ合衆国司法長官アルバート・ゴンザレスは法学部教授である。
ザ・タートルズの創立メンバーマーク・ヴォルマンはエンターテイメント業界学の准教授である。

## 見所

### メイン・キャンパス内
- ベルモント・マンション
- ベル・タワー - テネシー州で最初のカリヨンであり、北アメリカでも最初の25番目以内に入る[19]。
- カーブ・イベント・センター

### キャンパス外
- ハーシェル・グリア・スタジアム - ベルモント大学野球部がこの球場を利用する。
- ザ・ブールヴァード - ベルモント・ブールヴァードにあるレストラン

## スポーツ
全米大学体育協会(NCAA)のディビジョン1に属しており、男子サッカー以外の全てのスポーツ・チームはオハイオ・ヴァレイ・カンファレンスに属している。2012年7月1日までアメリカンフットボール以外でアトランティック・サン・カンファレンスに属していた。
1990年代中期までアメリカ連合国と関連のある『レベルズ』というマスコットであったが、『ブルーインズ』に変えた。『ブルーイン』は中英語の『クマ』の意で、オランダの寓話『History of Reynard the Fox 』のウィリアム・キャクストン訳に登場した。
2011年、ベルモント大学学生スポーツ・チームは選手の76.32%が少なくとも3点獲得し、アトランティック・サン・カンファレンスにおいて10年間で8回目の優勝をした。

## 大統領候補討論会
2007年11月19日、大統領候補討論委員会が公式に、2008年10月7日に行われる3回の大統領候補討論会のうち1つの会場にベルモント大学を選んだ。11月19日、ボブ・フィッシャー学長は記者会見を開き、歴史的な出来事に加担することができる絶好の機会だと語った。さらに「途方もなく大きな責任でとても光栄なことであり、私たち全てにおいて素晴らしい機会である。政治的プロセスの最前線を見る特権を与えられ、たくさんの専門家や学者と関わり、私達の大学だけでなく地元ナッシュビルにとっても特別な利益となるだろう」と語った。ベルモント大学は最終16候補に残っていた。この大学での討論会は観客からの質問に答えるタウン・ホール形式だったために他の討論会とは一線を画していた。2011年4月、2012年アメリカ合衆国大統領選挙候補討論会の会場に立候補したことが発表された。

## テネシー・バプテスト連盟からの離脱
2007年、ベルモント大学はどこの宗派にも属さないと発表し、テネシー・バプテスト連盟(TBC)から離脱した。
1951年、ウォード・ベルモント社経営のフィニッシングスクールウォード＝ベルモント大学は深刻な経営難に陥っており、この問題を解決すべくTBCと提携した。この間、TBCは経済的支援を行なう代わりに経営権を得た。特に大学の評議委員会のメンバーは全てバプテスト教会の会員であることが条件となった。
2005年、ベルモント大学の評議委員会はTBCとの強力な結び付きによるコントロールから逃れる道を探し始めていた。この計画の提唱者はまず手始めとして教授陣や学生達の多様性に対応するため、全ての評議委員はクリスチャンではあってもバプテスト系は60%のみとした。しかしTBC側はこれまでの形態を続けるつもりだとし、この計画を拒否した。
2005年11月、『ザ・テネシアン』紙は、ベルモント大学の予算の3%となるTBCからの資金援助の分がテネシー州ジャクソンのユニオン大学とジェファーソン・シティのカーソン＝ニューマン大学にまわされる、と報じた。これで終わったかのように見えたが、2006年4月7日『ザ・テネシアン』は、TBCが現在の委員会を追放し南部バプテスト連盟の者と入れ替え、TBCのコントロールとする道を探している、と報じた。
和解交渉決裂の後、2006年9月29日、テネシー・バプテスト連盟理事会は約5,800万ドルの返還を求めて訴訟を提起した。
2007年11月14日、ナッシュビルの報道機関は、裁判の前に和解したと報じた。TBCとベルモント大学は平和的に提携を解消し、ベルモント大学は即座に100万ドル、その後40年間毎年25万ドル、計1,100万ドルを返還することとなった。ベルモント大学はキリスト教系大学であり続けるが、バプテストに限ったものではないと述べた。

## リサ・ハウ論争
女子サッカーのコーチであるリサ・ハウが同性のパートナーとの間に子供が生まれたことにより2010年12月2日、ベルモント大学を退職させられた。ハウの解雇は学生達および地元だけでなく全米の同性愛者の人権擁護者からの抗議を引き起こした。これらの抗議行動はナッシュビル市議会で市全体の不当差別禁止の条例の可決に繋がった。2011年1月26日、ボブ・フィッシャー学長は大学の不当差別禁止指針に性的嗜好も追加したと発表した。ハウの解雇騒動が起こるまではベルモント大学はキリスト教系の大学でも進歩的とされてきていた。ベルモント大学は同性愛者の学生をサポートするグループの活動、キリスト教と同性愛者との交差を考える公式な学生グループ『ブリッジ・ビルダーズ』を認めていないとして批判された。その後の会議でフィッシャー学長は再提起し、金曜日にトーマス・バーンズ学部長とブリッジ・ビルダーズ代表ロビー・マリスは学生組織を認める共同声明を発表し、2011年2月27日、ベルモント大学は初めて公式に同性愛者の学生の組織を認めた。現在、リサ・ハウはナッシュビルGLBT会議所の最高責任者となっている。

### 関連メディア
- "The Vision" 学生新聞 (英語)
- ベルモント大学ニュース・サイト (英語)

### 関連した独立メディア
- The Right Aisle Review (英語)
- Tower Mix (英語)

座標: 北緯36度08分08秒 西経86度47分48秒 / 北緯36.13553度 西経86.79661度